# Magnetschwebebahn

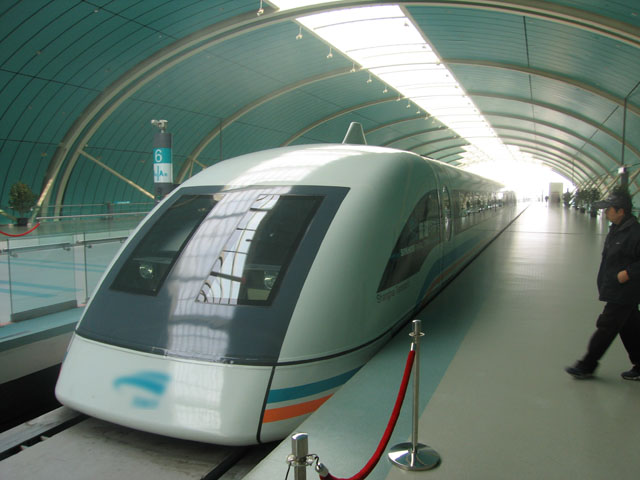
Transrapid Shanghai, die schnellste im kommerziellen Betrieb befindliche Magnetschwebebahn

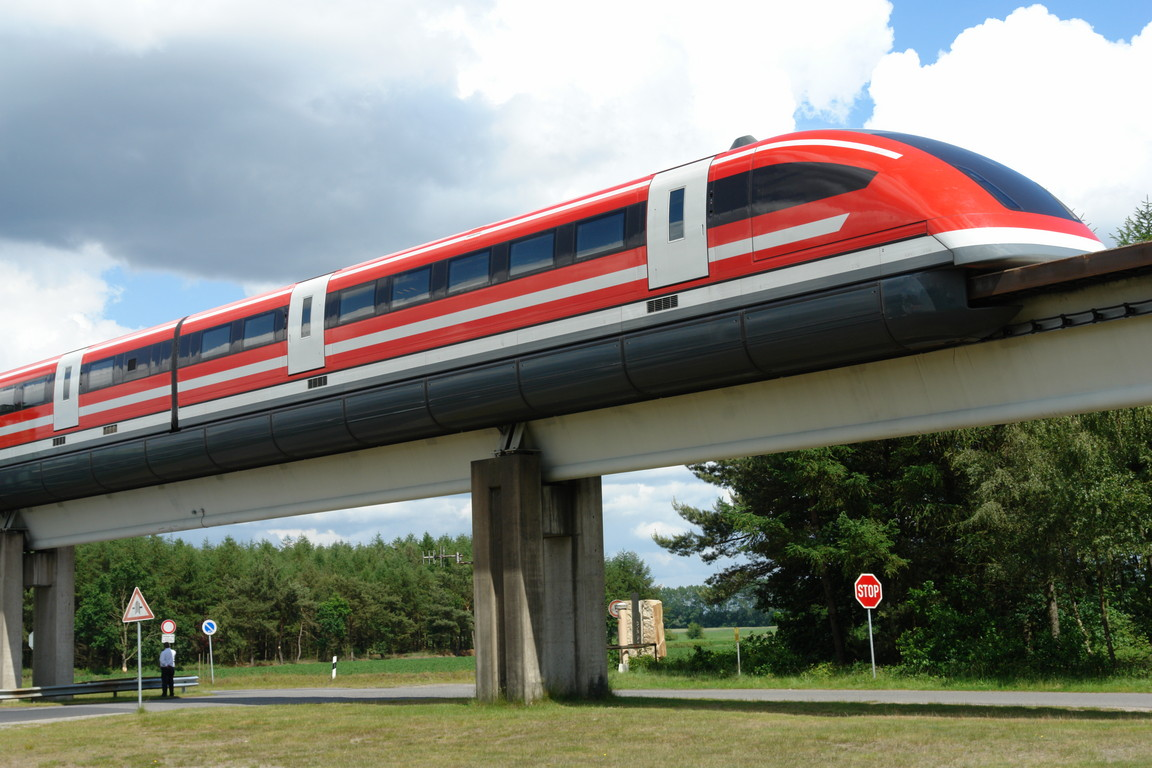
Der deutsche Transrapid 09, die letzte Magnetschwebebahn der Transrapid-Reihe

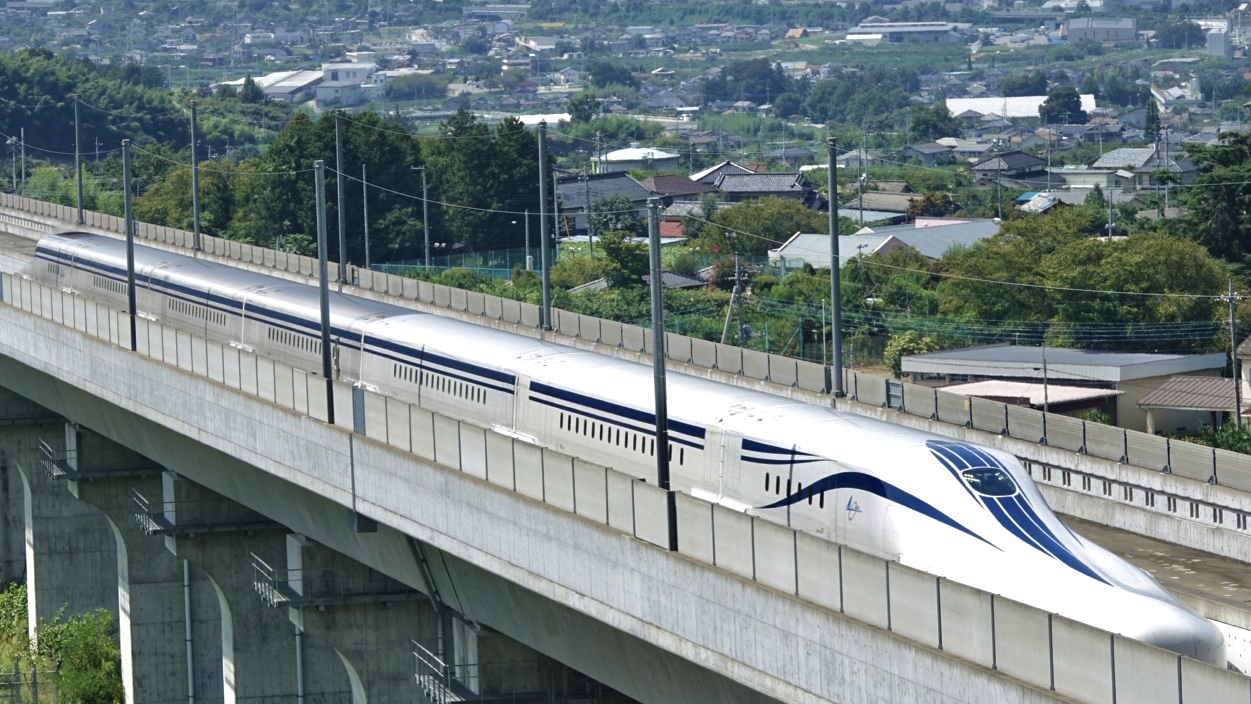
Der japanische Shinkansen L0

Eine Magnetschwebebahn (auch Maglev, von englisch magnetic levitation) ist ein spurgebundenes Verkehrsmittel, das durch magnetische Kräfte in der Schwebe gehalten und in der Spur geführt wird, anstatt sich über Räder fortzubewegen, wobei der Antrieb in der Regel über Linearmotoren erfolgt. Zwar werden mit Magnetschwebebahnen höhere Geschwindigkeiten als mit konventionellen Hochgeschwindigkeitszügen bei geringerem Energieverbrauch erreicht, weltweit sind bislang aber lediglich in China, Südkorea und Japan wenige Streckenprojekte im Nahverkehr realisiert worden, von denen nur der Transrapid Shanghai bei Hochgeschwindigkeit verkehrt, während vielfach Planungen für Fernverkehrsverbindungen auf anderen Kontinenten abgebrochen wurden.

## Magnetisches Schweben

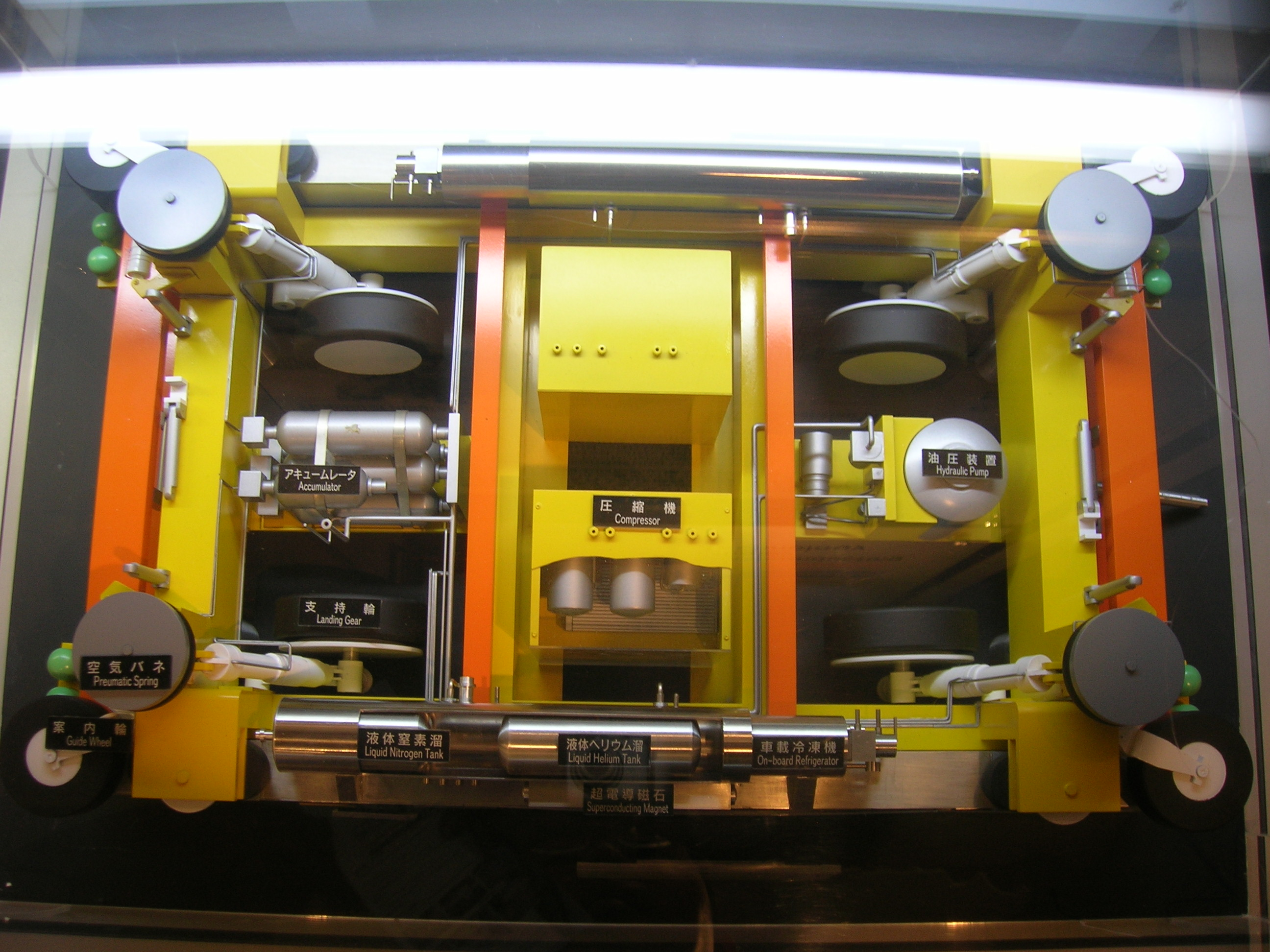
JR-Maglev-MLX01-Supraleitermagnet-Drehgestell

Bei magnetisch schwebenden Bahnen werden Magnetfelder genutzt, um Fahrzeuge in einen Schwebezustand zu bringen. Man unterscheidet
- Elektromagnetisches Schwebesystem (electromagnetic suspension, EMS) und
- Elektrodynamisches Schwebesystem (electrodynamic suspension, EDS).

Bei elektromagnetisch schwebenden Bahnen magnetisiert ein mit Gleichstrom erregter Elektromagnet das ferromagnetische Material auf der anderen Seite eines Luftspaltes, was eine Anziehungskraft bewirkt. Da das anziehende Verfahren ohne Regelung instabil wäre, muss hier eine aktive Luftspaltregelung eingesetzt werden. Dafür sind schnelle und effiziente dynamische Regelungen von entscheidender Bedeutung. Um das Fahrzeug durch Anziehungskräfte anheben zu können, umgreift beim Transrapid-System das Fahrwerk die Fahrbahn, Beispiel Transrapid.
Beim elektrodynamischen Schweben werden magnetische Wechselfelder erzeugt, die auf der Gegenseite in nichtmagnetischen elektrischen Leitern, meist Aluminium, Wirbelströme hervorrufen, die das tiefere Eindringen des magnetischen Feldes verhindern, mit dem Ergebnis einer abstoßenden Kraft, Beispiel JR-Maglev. EDS ist bei geringen und mittleren Geschwindigkeiten weniger energieeffizient. Bei hohen Geschwindigkeiten führt schon die Bewegung eines gleichförmigen erregenden Feldes zu Wirbelströmen, was den Energieaufwand von EDS senkt, den von EMS steigen lässt.
Beide Systeme können mit supraleitenden Spulen arbeiten und durch den Einsatz von Permanentmagneten energieeffizienter gestaltet werden.

## Antriebsarten

Funktionsschema Langstator (Antrieb in der Trasse)

Langstator-Animation

Als berührungsfreies Antriebsprinzip wird regelmäßig das des Linearmotors eingesetzt. Typischerweise werden auf einer Seite des Luftspalts Ströme induziert. Die andere, aktive Seite heißt in Analogie zu rotierenden Maschinen Stator. Dieser kann als Langstator im Fahrweg oder als Kurzstator im oder am Fahrzeug verbaut sein.
Für die Bestromung eines Kurzstators sind ein Paar Stromschienen sowie eine induktive Übertragung oder ein Dieselaggregat notwendig und die Fahrzeuge sind schwerer. Dagegen ist die Langstator-Bauweise, falls nicht die Fahrzeugdichte auf der Strecke sehr hoch ist, in der Anschaffung teurer, selbst wenn der Langstator nur an Steigungen und Haltepunkten für den maximalen Schub ausgelegt wird.

## Geschichte

Zeichnung der Magnetschwebebahn in London, 1914

Zeichnung einer magnetisch balancierten Hochbahn von 1903

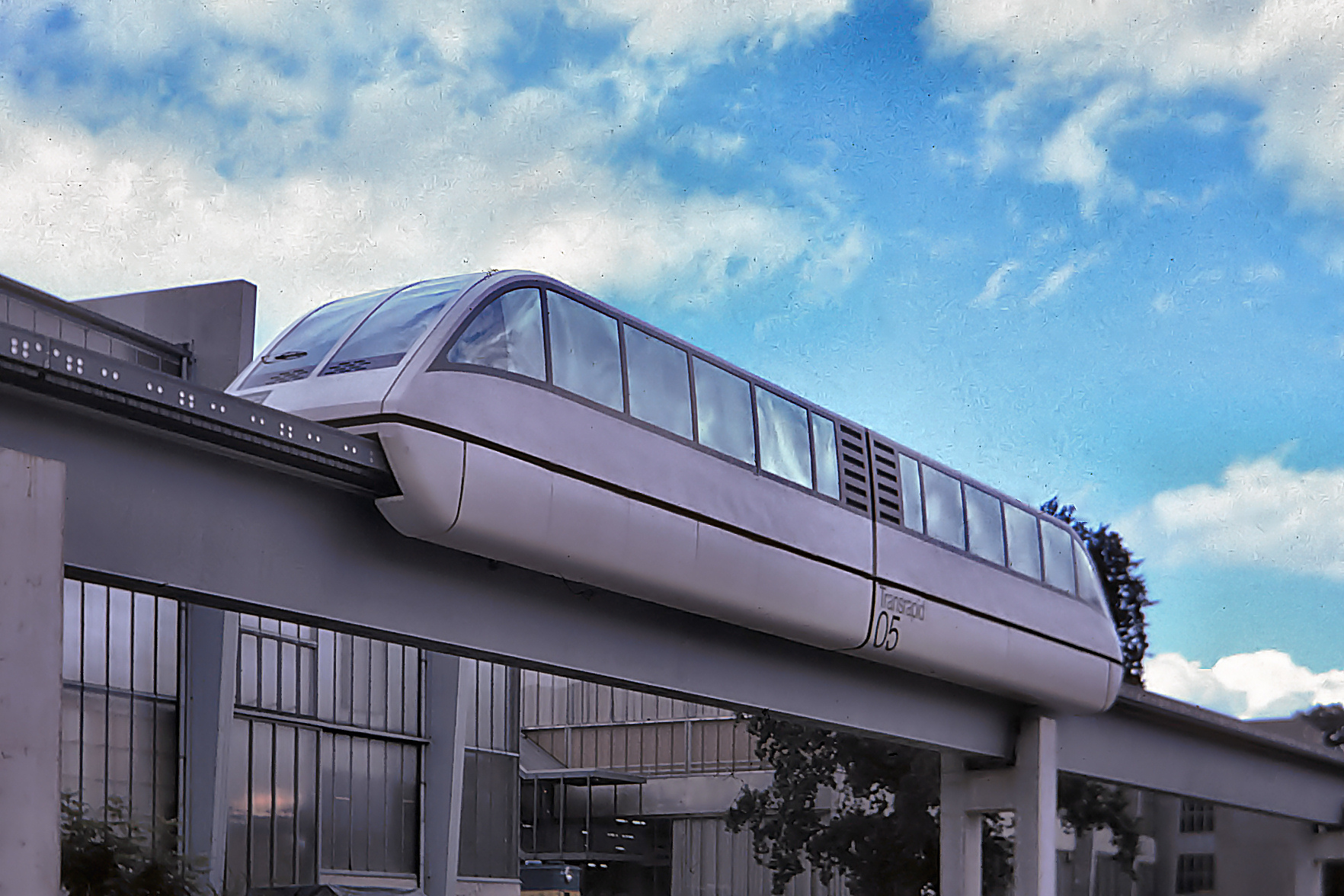
Transrapid 05 auf der IVA 1979 in Hamburg

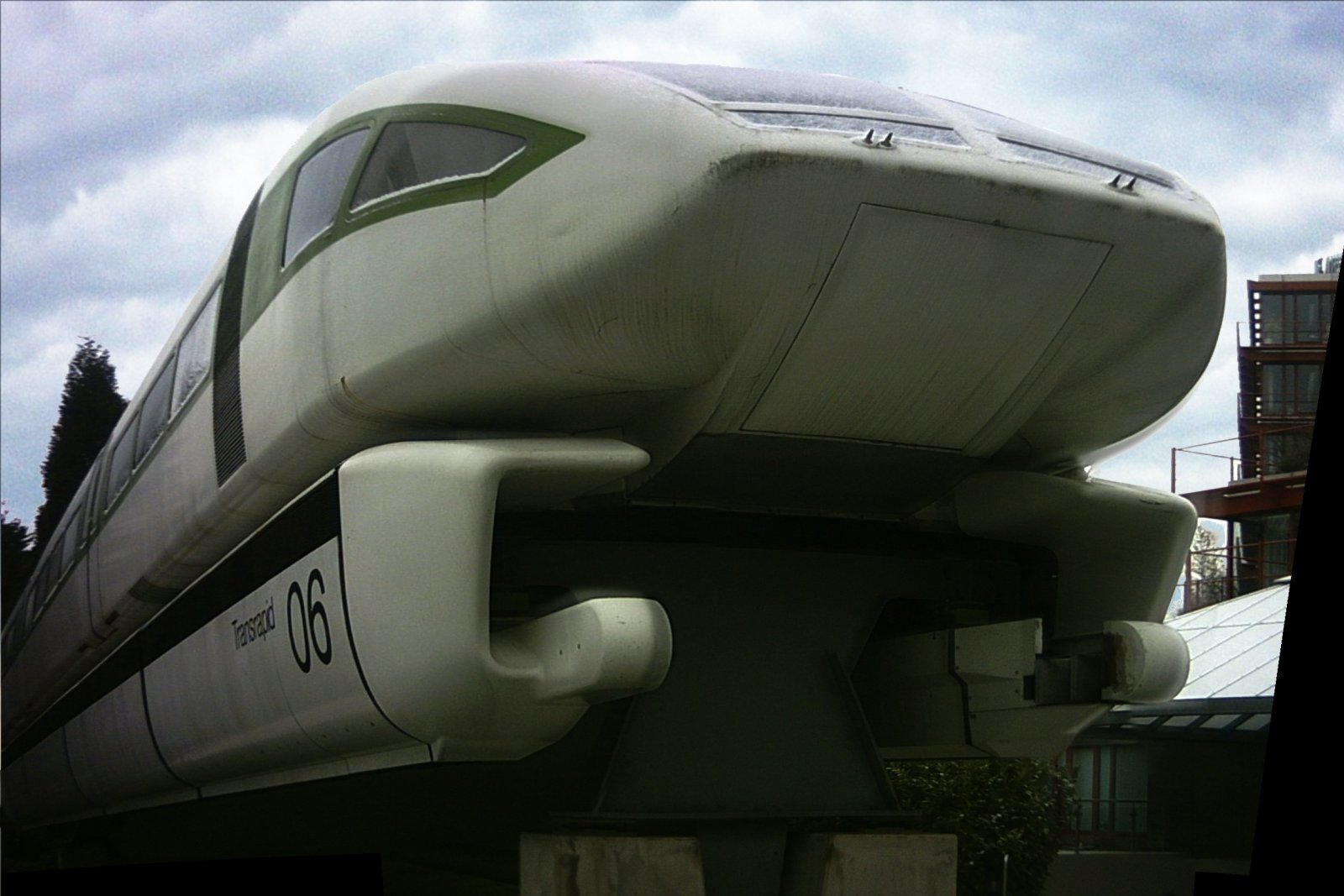
Prototyp TR 06 vor dem Deutschen Museum in Bonn

### Anfänge
Im Jahr 1914 erregte der französische Erfinder Emile Bachelet in London Aufsehen. In einem Saal hatte er einen etwa einen Meter langen, bleistiftförmigen Hohlkörper aus Aluminium über einer langen Reihe von Wechselstrommagneten schweben lassen, vorwärts getrieben durch einzelne offene Spulen. Er wollte mit solch einem System zwischen London und Liverpool Briefe transportieren.

„Emile Bachelet, ein Franzose, hat eine Bahn erfunden, die keine Räder, keine Gleise, keine Lokomotive und keinen Motor hat und dennoch 300 Meilen in der Stunde zurücklegt. Dabei wird weder Reibung noch Vibration erzeugt. An Stelle der Gleise sind als Spur Aluminiumklötze aufgestellt, die alle 7 bis 8 Meter von einem torähnlichen Magneten unterbrochen werden. Über diesen Klötzen und unter den Toren schwebt ein Stahlzylinder, der die Form einer Zeppelingondel hat und den eigentlichen Zug darstellt. Die elektromagnetischen Gewinde im Inneren der Aluminiumklötze stoßen bei der Einschaltung des elektrischen Stromes den Zug von sich ab und halten ihn in der Luft, während die großen Magneten ihn vorwärts ziehen.“

### Weimarer Republik und Deutsches Reich
Hermann Kemper, der sich mit Techniken elektromagnetischer Schwebebahnen beschäftigte, hatte 1922 die Entwicklung der Magnetschwebebahn im Deutschen Reich begonnen. Für das elektromagnetische Schweben von Fahrzeugen wurde ihm an 14. August 1934 das Reichspatent 643316 erteilt. Zunächst war eine Versuchsbahn für höchste Geschwindigkeiten im Gespräch; dieses Projekt wurde jedoch wegen des Zweiten Weltkrieges nicht weiterverfolgt.

### Bundesrepublik Deutschland

#### Erste Firmengründungen und erste Projekte
- Im Jahr 1967 gründete Stefan Hedrich die Gesellschaft für bahntechnische Innovation, in der sich Forscher und Firmen für die Weiterentwicklung der Magnetschwebebahn engagierten.[3] Ab 1973 nahmen der Physiker Götz Heidelberg und Professor Herbert Weh von der Technischen Universität Braunschweig die Entwicklung wieder auf.

- 1971 – am 2. April fand in Ottobrunn bei München die erste Versuchsfahrt des Prinzipfahrzeuges der Magnetschwebetechnik der Firma MBB (heute Airbus Group) statt.[4][5]
- 1971 – am 11. Oktober präsentierte die Firma Krauss-Maffei in München-Allach das Versuchsfahrzeug Transrapid 02.
- 1972 – Erlanger Erprobungsträger (EET 01) auf dem Siemens-Forschungszentrumsgelände in Erlangen[6][7]
- 1979 wurde auf der Internationalen Verkehrsausstellung (IVA) in Hamburg weltweit die erste für den Personenverkehr zugelassene Magnetbahn (Transrapid 05) präsentiert.
- Ab 1983 installierte die Firma Magnetbahn Bahn GmbH in West-Berlin nahe dem Potsdamer Platz eine 1,6 km lange Magnetbahn für den Nahverkehr, die M-Bahn, die auf der stillgelegten Trasse der U-Bahn-Linie U2 verlief. Nach der deutschen Wiedervereinigung und dem Mauerfall im Berliner Zentrum wurde die U-Bahn-Strecke reaktiviert, weshalb die M-Bahn 1992 abgebaut und ihre Weiterentwicklung eingestellt wurde.[8] Ein geplanter Wiederaufbau zwischen dem Bahnhof Flughafen Berlin-Schönefeld und dem Flughafengebäude zerschlug sich binnen kurzer Zeit.
- 1984 ging mit dem Transrapid 06 der erste Bauabschnitt der Transrapid-Versuchsanlage Emsland (TVE) in Betrieb.
- Am 17. Juni 1993 stellte der Transrapid 07 auf der TVE mit 450 km/h einen neuen Geschwindigkeitsrekord für Magnetschwebebahnen zum Personentransport auf.
- Am 22. September 2006 ereignete sich bei Lathen im Emsland ein schwerer Unfall: Der Transrapid fuhr mit ca. 170 km/h auf einen nicht magnetisch angetriebenen Werkstattwagen der Magnetschwebebahn auf. 23 Fahrgäste verloren dabei ihr Leben und zehn wurden schwer verletzt.[9]

#### Vorschriften und Planungen
In Deutschland regelt die Magnetschwebebahn-Bau- und Betriebsordnung (MbBO) den Bau und Betrieb von öffentlichen Magnetschwebebahnen. Die entsprechenden Genehmigungsregularien sind im Allgemeinen Magnetschwebebahngesetz (AMbG) geregelt. Das Eisenbahn-Bundesamt ist Aufsichts- und Genehmigungsbehörde, wie auch bei der herkömmlichen Eisenbahn. Die Transrapid-Versuchsanlage im Emsland unterliegt dem Gesetz über den Bau und Betrieb von Versuchsanlagen zur Erprobung von Techniken für den spurgeführten Verkehr (SpurVerkErprG) von 1976. Aufsichtsbehörde hierfür ist die Niedersächsische Landesbehörde für Straßenbau und Verkehr (NLStBV).
Als erste Langstreckenanwendung einer Magnetschwebebahn war nach der Wiedervereinigung eine Verbindung zwischen Hamburg und Berlin geplant. Nachdem die Planungen dafür eingestellt worden waren, sollte entweder das Rückgrat des ÖPNV in der Metropolregion Rhein-Ruhr als Metrorapid oder der Transrapid München als Flughafenzubringer in Magnetschwebetechnik gebaut werden. Auch diese Pläne wurden später wieder aufgegeben. Andere Langstreckenprojekte wie Hamburg–Bremen–Niederlande kamen bisher nicht über Ideenniveau hinaus.

#### Transport System Bögl

Das Transport System Bögl in Sengenthal

In Sengenthal in der Oberpfalz betreibt die Firma Max Bögl seit 2016 eine inzwischen 800 Meter lange Magnetschwebebahn-Versuchsstrecke neben der B299. Das Transport System Bögl (TSB) ist für Geschwindigkeiten bis 170 km/h konzipiert und kann sowohl im Personen- als auch im Güterverkehr eingesetzt werden. Im Gegensatz zum Transrapid umfasst der Fahrweg das Fahrzeug. In Chengdu (China) existiert seit 2019 eine 3,5 Kilometer lange Teststrecke. In Berlin, Hamburg und Nürnberg ist der Einsatz als Nahverkehrssystem in der Diskussion.

### Schweiz
Das SwissRapide-Konsortium plant und entwickelt eine Magnetschwebebahn für die Schweiz. Als Pionier unter den großen Infrastrukturprojekten wird es mehrheitlich oder gar vollständig durch private Investoren finanziert. Der SwissRapide Express soll langfristig das Gebiet zwischen Genf und St. Gallen erschließen sowie die Städte Luzern und Basel einbinden. Die ersten Projekte umfassen die Strecken Bern–Zürich, Lausanne–Genf und Zürich–Winterthur. Tendenziell als erstes realisiert wird die Strecke zwischen Lausanne und Genf. Der SwissRapide Express basiert auf der Transrapid-Magnetbahn-Technik, die in Shanghai seit 2004 im Einsatz ist (Transrapid Shanghai).
Ein früheres, ambitiöses Zukunftsprojekt war Swissmetro, ein Stadtverbindungsnetz für die Schweiz. Die Swissmetro AG hatte die Vision, eine unterirdische Magnetschwebebahn in einer Teilvakuumröhre zu betreiben und damit die wichtigsten Schweizer Stadtzentren und Flughäfen zu verbinden. Zuerst wurde eine Strecke zwischen Lausanne und Genf ins Gespräch gebracht. Andere mögliche Strecken wären Basel–Zürich und Verlängerungen zu deren Flughäfen oder Genf–Lyon gewesen. Swissmetro ist an der Finanzierung gescheitert.

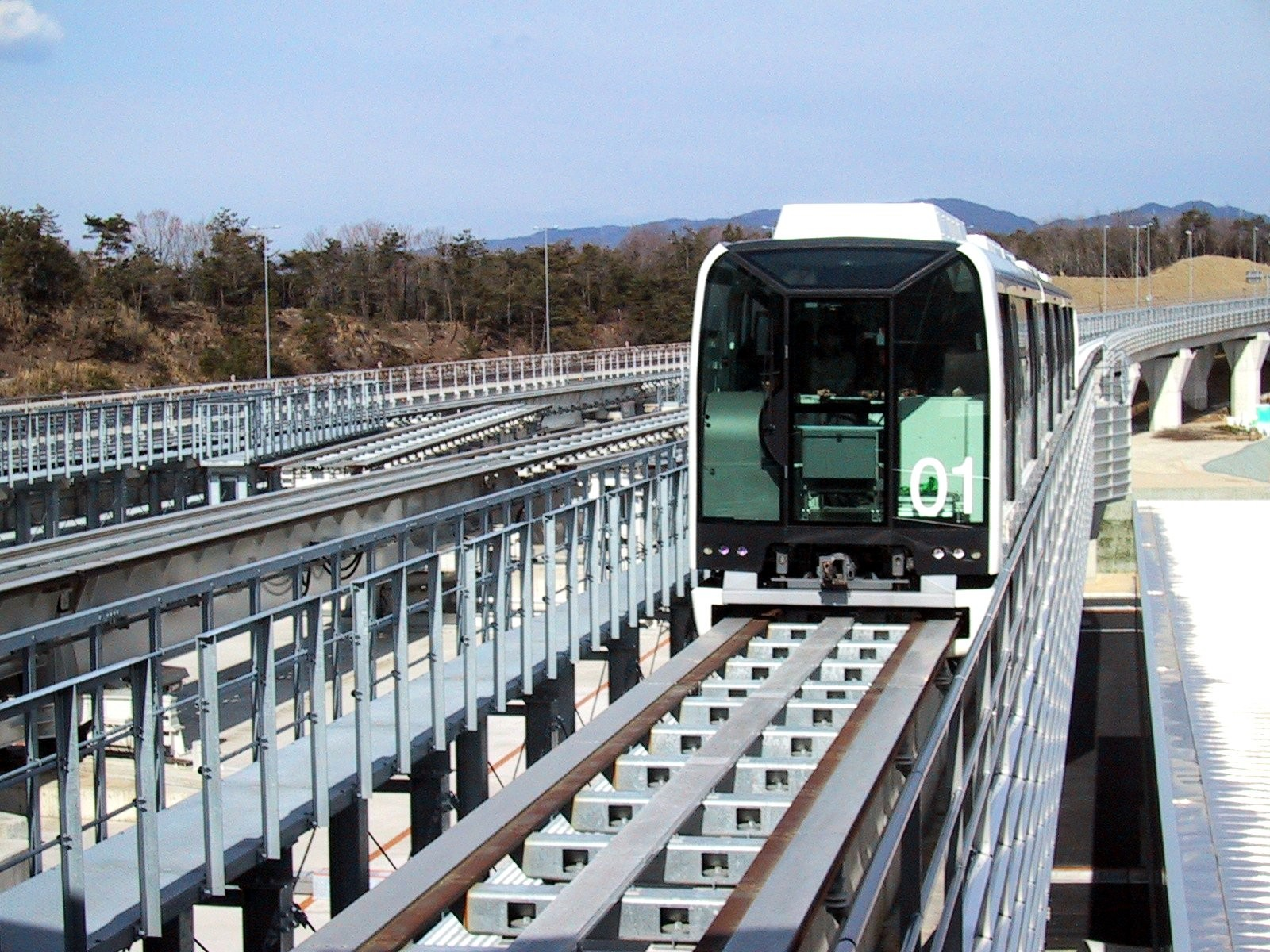
Linimo-Zug fährt vorwärts in den Bahnhof Fujigaoka

### Japan
Seit 1962 laufen in Japan Forschungsarbeiten zu Magnetschwebebahnen. Mittlerweile sind zwei Systeme entwickelt worden: Der elektrodynamisch auf supraleitenden Magneten schwebende JR-Maglev bzw. Chūō-Shinkansen (Langstatorantrieb, Betriebshöchstgeschwindigkeit 500 km/h) und der elektromagnetisch schwebende HSST (Kurzstatorantrieb, Betriebshöchstgeschwindigkeit ca. 100 km/h).
Mit dem Chūō-Shinkansen soll die Strecke Tokio–Nagoya–Osaka realisiert werden; die bereits bestehende 42,8 km lange Teststrecke in der Präfektur Yamanashi bildet ein Teilstück des im Bau befindlichen Abschnitts zwischen Tokio und Nagoya.
Der HSST verkehrt seit März 2005 unter dem Namen Linimo auf einer neun Kilometer langen Nahverkehrslinie im Rahmen der Expo 2005 östlich von Nagoya und hat bis Juli 2005 zehn Millionen Passagiere befördert.

### China

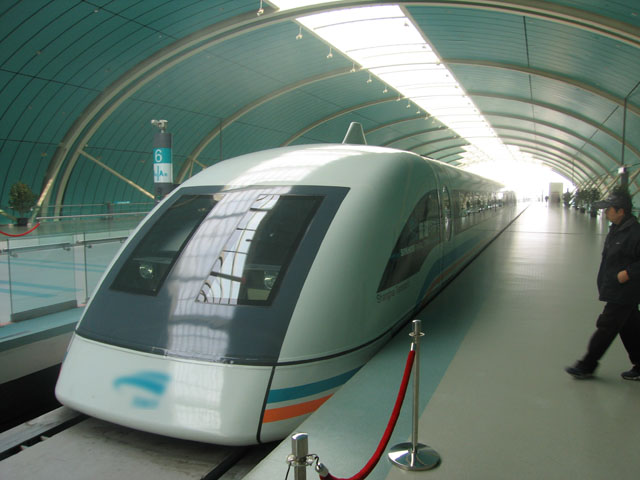
Transrapid Shanghai

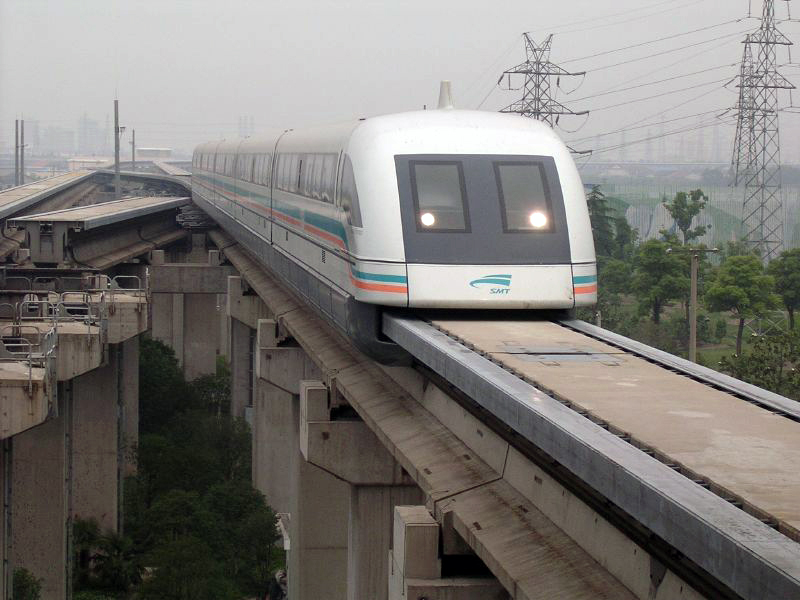
Shanghai Maglev Train: Das Bild zeigt die Überleitstelle im Fahrweg bestehend aus vier Langsamfahrweichen vor der Station Long Yang Road.

Anfang 2004 wurde der Regelbetrieb des Transrapid Shanghai (SMT) als fahrplanmäßig schnellstes spurgebundenes Fahrzeug der Welt zur Anbindung des Flughafens Pudong aufgenommen. Es handelt sich um ein berührungsloses elektromagnetisches Schwebesystem (EMS) mit berührungslosem synchronem Langstator-Linearmotorantrieb. Am 11. November stellte ein SMT-Fahrzeug mit 501,5 km/h einen neuen Geschwindigkeitsrekord auf.
Ausgehend vom Transrapid-Joint-Venture wurde 2002 offiziell mit der Entwicklung einer eigenen Magnetschwebebahn begonnen. Zu der Zeit war die Schnellfahrstrecke Guangzhou–Shenzhen–Hongkong noch in der Planungsphase, und seit einigen Jahren wurde eine Realisierung als Magnetschwebebahn diskutiert. Der Systemvergleich einer Kommission ergab jedoch 2003, dass nicht nur die Bauzeit länger und die Investitionskosten höher seien, sondern womöglich auch die Betriebs- und Unterhaltskosten. Damit wurde der Plan aufgegeben.
2004 wurde, teilweise mit Langstatoren von der Pudong-Linie, am Jiading Campus der Tongji-Universität in Shanghai eine drei Kilometer lange Teststrecke gebaut und 2006 darauf ein Fahrzeug mit Permanentmagneten erprobt, ein für den Nahverkehr geeignetes Fahrzeug. Diese Entwicklung stellte keine Konkurrenz für das Transrapid-Konsortium dar, das sich damals noch Hoffnung machte, den Auftrag über rund 4 Mrd. Euro für die geplante Verlängerung der Strecke in Shanghai um 200 km nach Hangzhou zu erhalten. Aber 2008 scheiterte auch dieses Projekt an steigenden Kostenschätzungen, steigenden Geschwindigkeiten der konventionellen Züge und an steigendem Widerstand von Trassenanrainern, die sich vor Elektrosmog fürchteten.
Seit 2016 verkehrt der Changsha Maglev Express zwischen der Stadt Changsha und ihrem Flughafen.
Die dritte kommerzielle Magnetschwebebahn-Strecke in China wurde am 30. Dezember 2017 im Westen Pekings eröffnet, wo sie als S1 zwischen Jinanqiao und Shichang 7 Haltestellen mit maximal 105 km/h verbindet.
Am 20. Juli 2021 stellte die CRRC, Ltd. eine Magnetschwebebahn vor, die für eine Höchstgeschwindigkeit von 600 km/h konstruiert wurde. Der Zug wurde in ihrem Werk in Qingdao vorgestellt. Das Projekt startete 2016, der Prototyp wurde 2019 gebaut und absolvierte seit 2020 Fahrten auf der Teststrecke der Tongji-Universität in Shanghai. Der Triebwagen besteht aus fünf Einzelfahrzeugen. Möglich werden sollen Züge von zwei bis zu 10 Wagen. Jedes dieser Fahrzeuge fasst mehr als 100 Fahrgäste. In der verwendeten Fahrbahn wird nur immer der Teil mit Energie versorgt, in dem sich das Fahrzeug aktuell aufhält. Die Fahrzeuge sind für den Betrieb in GoA3 ohne Triebfahrzeugführer (begleiteter fahrerlose Zugbetrieb) vorgesehen. Die Behörden in China planen laut Medienberichten zwei Strecken, auf denen die neuen Fahrzeuge betrieben werden sollen. Dabei handele es sich um eine Trasse zwischen Schanghai und Guangzhou (nördlich von Hongkong). Die Fahrzeit soll zweieinhalb Stunden betragen. Die zweite Verbindung soll zwischen Peking und Guangzhou (ca. 2.000 km) errichtet werden. Die Fahrzeit betrüge 3,5 Stunden. Beide Strecken sollen bis zum Jahr 2030 in Betrieb gehen.

### Sowjetunion
In den 1970er Jahren wurde in der Sowjetunion die Entwicklung einer Magnetschwebebahn vorangetrieben. Dabei setzte man auf einen Antrieb durch einen Linearmotor, während der Schwebezustand mit Permanentmagneten erreicht werden sollte. Der hauptsächliche Grund für den Einsatz von Permanentmagneten war, dass damit ein Schwebefeld ohne weitere Energiezufuhr erzeugt werden kann. Als mögliche Streckenführung war damals bereits ein Zubringer für die Moskauer Flughäfen im Gespräch und ebenso eine Alternative zur geplanten Metro in Alma-Ata in der Kasachischen SSR. Die bei den Fahrten mit einem bereits vollausgestatteten Prototyp ТП-01 auf einer Versuchsstrecke von 200 Metern gewonnenen Erkenntnisse ließen die Konstrukteure allerdings an der Verwendbarkeit von Permanentmagneten zweifeln.
In der Folge entschied man sich bei der Weiterentwicklung der Magnetschwebebahn für eine Konstruktion mit einem elektromagnetischem Schwebesystem. Der Antrieb sollte weiterhin mit einem Linearmotor erfolgen. Ein entsprechender Prototyp ТП-05 mit 18 Sitzplätzen wurde seit Anfang der 80er Jahre entwickelt und gebaut. Die Kabine ist eine Aluminium-Konstruktion und besaß ursprünglich zwei Fahrstände. ТП-05 wurde auf einer 850 Meter langen Versuchsstrecke getestet. Der Einsatz einer längeren Version mit 64 Sitzplätzen als Zubringer für den Flughafen Moskau-Scheremetjewo wurde bereits geplant, da beendete der Einbruch der sowjetischen Staatswirtschaft während der Perestroika abrupt das bereits sehr weit gediehene Projekt.
Der Prototyp steht heute noch in Ramenskoje (Moskauer Oblast) auf dem Gelände der Firma ОАО ИНЦ «ТЭМП», die die Entwicklung von Magnetschwebebahnen für Gütertransporte unter privatwirtschaftlichen Bedingungen weitergeführt hat. Realisiert wurde ein Gütertransportsystem mit einer Traglast von 30 Tonnen für Haus-Bauelemente in Rostow am Don.

### Polen
In Polen wurde 2022 der Bau einer rund 700 Meter langen Teststrecke für Magnetschwebebahnen mit passiver Levitation durch das Technologieunternehmen Nevomo abgeschlossen. Auf der Strecke in der Woiwodschaft Karpatenvorland testet das Unternehmen das von ihm entwickelte MagRail-System bei bis zu 130 km/h. T-Online berichtete, dass der Test im September 2023 geglückt sei. Als nächster Schritt werden Fahrten im Güterverkehr gesehen.

## Entwicklung der Geschwindigkeitsrekorde bei Versuchsfahrten
| Jahr | Land        | Fahrzeug                      | Geschwindigkeit | Anmerkungen |
| ---- | ----------- | ----------------------------- | --------------- | --- |
| 1971 | Deutschland | MBB-Prinzipfahrzeug           | 090 km/h        | |
| 1971 | Deutschland | Transrapid 02                 | 164 km/h        | |
| 1972 | Japan       | JR-Maglev ML100               | 060 km/h        | |
| 1973 | Deutschland | Transrapid 04                 | 250 km/h        | |
| 1974 | Deutschland | EET-01                        | 230 km/h        | unbemannt |
| 1975 | Deutschland | Komet (Komponentenmessträger) | 401,3 km/h      | unbemannt, Dampf-Raketen-Antrieb |
| 1978 | Japan       | HSST01                        | 307,8 km/h      | unbemannt, Raketenantrieb von Nissan |
| 1978 | Japan       | HSST02                        | 110 km/h        | |
| 1979 | Japan       | JR-Maglev ML500               | 504 km/h        | unbemannt |
| 1979 | Japan       | JR-Maglev ML500               | 517 km/h        | unbemannt, erreichte als erstes Schienenfahrzeug eine Geschwindigkeit von mehr als 500 km/h                                                                                                  |
| 1987 | Deutschland | Transrapid 06                 | 406 km/h        | |
| 1987 | Japan       | JR-Maglev MLU001              | 400,8 km/h      | |
| 1988 | Deutschland | Transrapid 06                 | 412,6 km/h      | |
| 1989 | Deutschland | Transrapid 07                 | 436 km/h        | |
| 1993 | Deutschland | Transrapid 07                 | 450 km/h        | |
| 1994 | Japan       | JR-Maglev MLU002N             | 431 km/h        | unbemannt |
| 1997 | Japan       | JR-Maglev MLX01               | 531 km/h        | |
| 1997 | Japan       | JR-Maglev MLX01               | 550 km/h        | unbemannt |
| 1999 | Japan       | JR-Maglev MLX01               | 548 km/h        | unbemannt |
| 1999 | Japan       | JR-Maglev MLX01               | 552 km/h        | 5er-Zuggarnitur, vom Guinness-Buch der Rekorde bestätigt |
| 2003 | Deutschland | Transrapid SMT                | 501,5 km/h      | bemannt, ohne Modifikation, aufgestellt auf der Strecke des Transrapid Shanghai, Rekord für schnellste kommerziell betriebene Magnetschwebebahn und schnellsten kommerziell eingesetzten Zug |
| 2003 | Japan       | JR-Maglev MLX01               | 581 km/h        | 3er-Zuggarnitur, vom Guinness-Buch der Rekorde bestätigt |
| 2015 | Japan       | Shinkansen L0                 | 590 km/h        | |
| 2015 | Japan       | Shinkansen L0                 | 603 km/h        | |

## Entwicklung
- Das südkoreanische Firmenkonsortium Rotem entwickelte eine Nahverkehrs-Magnetschwebebahn für Geschwindigkeiten bis ca. 110 km/h, mit der um 2005 eine Stadtbahnlinie realisiert werden sollte. Am 26. September 2010 fand am Flughafen Seoul-Incheon der erste Spatenstich für die Incheon Airport Maglev mit einer 6,1 Kilometer langen Strecke statt. Die Fertigstellung der Linie war für 2012 geplant[27] und ist im Jahr 2016 erfolgt.
- An der TU Dresden wird unter dem Namen SupraTrans ein Konzept entwickelt, das auf dem magnetischen Schweben eines Supraleiters im Feld eines Permanentmagneten basiert. Mit Hochtemperatursupraleitern soll der Energiebedarf für das Schweben sinken.
- Magnetschwebebahnsysteme werden auch immer wieder als Starthilfen für Weltraumfahrzeuge diskutiert, wobei eine solche Bahn, die eine Rakete trägt, an einem steilen Berg errichtet oder eine riesige Schanze gebaut werden soll.
- Im Mai 1998 stellten Forscher am Lawrence Berkeley National Laboratory in Berkeley (Kalifornien) als Nebenprodukt des vorrangig betriebenen Schwungrad-Energiespeicher-Projektes ein völlig neues Magnetschwebebahn-System[28] Inductrack vor, das durch passive in Halbach-Array angeordneten Raum-Temperatur-Permanentmagneten aus neuartigen Legierungen charakterisiert ist und damit wesentlich kostengünstiger, energieeffizienter und wirtschaftlicher sei als alle übrigen Magnetschwebesysteme.[29][30] Fährt der Zug, induziert er durch seine Bewegung ein abstoßendes Magnetfeld und schwebt über dem Gleiskörper. Wie das EDS JR-Maglev soll Inductrack mit Hilfsrädern ausgestattet und beispielsweise von einem Propeller bzw. im weiterentwickelten Inductrack II mit dualem Halbach-Array per elektromagnetischen Impuls angetrieben werden. Dieses System soll später nicht nur wirtschaftlichere Magnetschwebebahnen, sondern auch kostensenkende Raketenstartvorrichtungen ermöglichen. Studien der NASA zeigen, dass durch Beschleunigen einer großen Rakete mit Hilfe eines weiterentwickelten Inductrack auf Mach 0,8 ca. 30–40 % Raketentreibstoff eingespart und entsprechend die Nutzlast vergrößert oder die Rakete verkleinert werden könnte.[31]

## Ausgeführte Anlagen

### China
- Transrapid Shanghai
- Teststrecke der Tongji-Universität, Jiading-Campus, Shanghai, siehe CM1 Dolphin
- Changsha Maglev Express (2016)
- Beijing Daitai Linie S1 (2014)
- Teststrecke von Max Bögl in Chengdu für das Transport System Bögl

### Deutschland
- Transrapid 05: 1979 zur Internationalen Verkehrsausstellung in Hamburg vom Heiligengeistfeld zum Messegelände gebaut, nach Ende der IVA demontiert und in Kassel wieder aufgebaut[32]
- M-Bahn: 1983 in West-Berlin gebaut, 1992 nach Maueröffnung demontiert, damit die östlichen und die westlichen Streckenteile der Linie U2 wieder verbunden werden konnten[8]
- Transrapid-Versuchsanlage Emsland: 1984 in Lathen in Betrieb genommen, 2011 stillgelegt
- Transport System Bögl, 2012 in Sengenthal gebaut
- SupraTrans: Zweisitzer mit Hochtemperatursupraleitern, fährt auf Dresdener 80-m-Teststrecke mit Permanentmagneten[33]

### Japan
- Teststrecke in Miyazaki, Japan
- Teststrecke in Yamanashi, Japan, siehe JR-Maglev
- Linimo, Japan zur Expo 2005

### Südkorea
- Teststrecke Taeduk, Südkorea

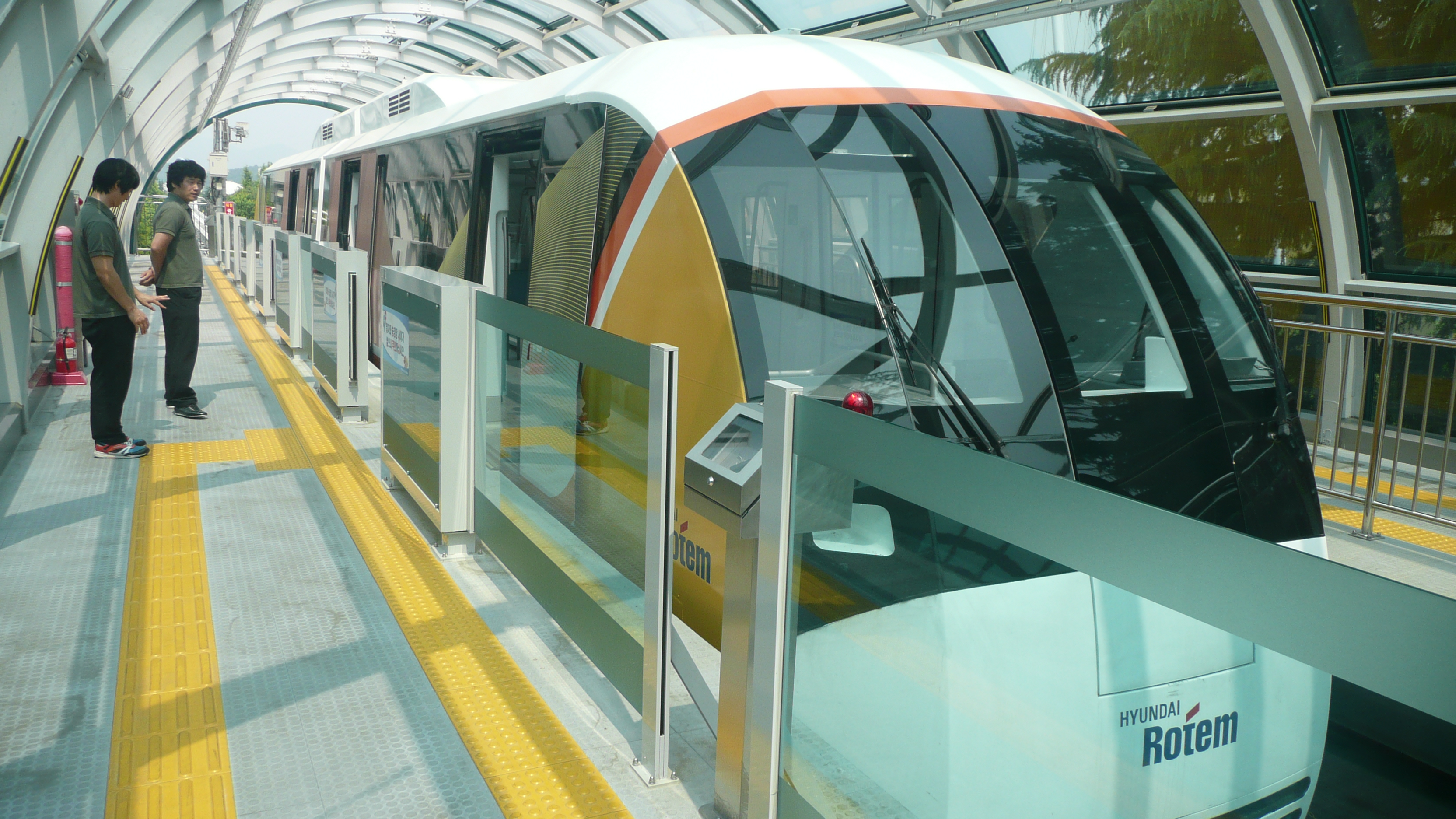
Hyundai-Rotem-Maglev-Bahn in Daejeon

- Peoplemover zwischen dem Daejeon Expo Park und dem National Science Museum (Korea), Südkorea
- Incheon Airport Maglev, Südkorea (2016–2023)

### USA
- Peoplemover auf dem Campus der Old Dominion University, Virginia, USA (2002–2023)

## Sonstiges
Infrastruktur und Triebwagen bedingen beim Antrieb einander, weshalb der Hersteller des Fahrzeugs üblicherweise auch die Infrastruktur bereitstellt. Dies kann einen Wettbewerb zwischen verschiedenen Fahrzeugherstellern auf der gleichen Infrastruktur erschweren.